# Уппер, Дмитрий Сергеевич
Дми́трий Серге́евич Уппер (род. 27 июля 1978, Дмитриевка, Семипалатинская область) — казахстанский хоккеист, центральный нападающий. Воспитанник усть-каменогорского хоккея.

## Биография
Начинал карьеру в составе «Казцинк-Торпедо». Первый тренер — Анатолий Михайлович Мелихов. Лучший хоккеист Казахстана 1999 года.
Затем сезон отыграл в нижегородском «Торпедо», которое вышло в плей-офф, где в упорной борьбе уступило в 1-м раунде ярославскому «Локомотиву» 2:3. Звено Филатов — Уппер — Меляков стало в «Торпедо» ведущим. По словам главного тренера «Торпедо» А. Фролова, «Звено Уппера, несомненно, вынесло бремя лидерства на своих плечах, и львиная доля командного успеха в этом сезоне принадлежит именно ему».
После транзитом через «Ак Барс» попал в московский «Спартак». В это время на молодого Уппера выходят скауты «Нью-Йорк Айлендерс», но игрок предпочитает остаться в России.
В 2003—2007 годах выступал за ЦСКА. В 2007 году вернулся в «Спартак». На 2010 год — капитан команды. 14 мая перешёл в мытищинский «Атлант», где через год его также выбрали капитаном. С 2012 года — капитан астанинского «Барыса».
Чемпион Азиатских игр 1999 и 2011 годов в составе сборной Казахстана. Участник зимних Олимпийских игр 2006.
Жена Алла.